# His Musical Career
His Musical Career (cunoscut și ca Musical Tramp) este un film american de comedie din 1914 regizat de Charlie Chaplin. În alte roluri interpretează actorii Mack Swain și Charley Chase.

## Distribuție
- Charlie Chaplin - Charlie the piano mover
- Mack Swain - Mike
- Charley Chase (as Charles Parrott) - Piano store manager
- Fritz Schade - Mr. Rich
- Cecile Arnold - Mrs. Rich
- Frank Hayes - Mr. Poor